# 南潯区
南潯区（なんじん-く）は中華人民共和国浙江省湖州市に位置する市轄区。

## 行政区画
- 街道：東遷街道、旧館街道
- 鎮：南潯鎮、双林鎮、練市鎮、善璉鎮、菱湖鎮、和孚鎮、千金鎮、石淙鎮